# Selbstwertkontingenz
Unter Selbstwertkontingenz versteht man die Abhängigkeit des Selbstwerts von Standards. Diese können sowohl interne, also eigene oder zumindest verinnerlichte Standards sein, aber auch externe, also von anderen vorgegebene Standards. In der Forschung gibt es sowohl eindimensionale als auch mehrdimensionale Modelle zur Selbstwertkontingenz und dementsprechend unterschiedliche Fragebögen. Es wird angenommen, dass es von der Erziehung abhängt, ob der eigene Selbstwert von der Erreichung eines Standards abhängt oder ob er als davon unabhängig erlebt wird.